# 聯合餅乾
聯合餅乾（United Biscuits，UB）是一家英國的跨國食品生產商，製造BN Biscuit、麥維他、積及等數個品牌的餅乾。原本該公司在倫敦證券交易所上市，且是富時100指數成份股，但2006年年末因被黑石集團和PAI Partners合夥收購而除牌。
2014年11月13日黑石集團和PAI Partners以32億英鎊出售聯合餅乾給土耳其Yildiz Holding
2016年6月15日Yildiz Holding將旗下核心餅乾、巧克力、糕點品牌包括 歌帝梵巧克力 Chocolatier、聯合餅乾、Ulker 、DeMet’s Candy Company等，共組全球企業pladis。

## 歷史
1948年，McVitie & Price和MacFarlane Lang合併形成聯合餅乾。
1972年，收購生產無鋪料硬餅乾的公司Carr's of Carlisle。
1974年至1955年間擁有Keebler Company。 1977年至1989年間擁有快餐連鎖店Wimpy Bar。 1988年收購冷凍食品公司羅斯集團。
2000年5月被聯合投資者Finalrealm收購。
2001年出售旗下的Young's Bluecrest。 2004年9月以2.4億英鎊的價格買下達能旗下的Jacob's Biscuit的英國產業。
2006年7月將南歐的餅乾產業賣給了卡夫食品。 2006年12月被黑石集團和PAI Partners合夥收購。

## 外部連結
- Official site （页面存档备份，存于）
- History of United Biscuits （页面存档备份，存于）